# Sarukhan
Sarukhan (in armeno Սարուխան?, in passato Dalighardash) è un comune dell'Armenia di 8 379 abitanti (2009) della provincia di Gegharkunik.